# Turkse rombout
De Turkse rombout (Gomphus schneiderii) is een echte libel uit de familie van de rombouten (Gomphidae).
De wetenschappelijke naam van de soort werd in 1850 gepubliceerd door Edmond de Selys Longchamps. De Nederlandstalige naam is ontleend aan Libellen van Europa.

## Synoniemen
- Gomphus amseli Schmidt, 1961